# Lishu, Siping
Lishu är ett härad som lyder under Sipings stad på prefekturnivå i Jilin-provinsen i nordöstra Kina.